# Pere Conillet
En Pere Conillet o Conillet Peret (Peter Rabbit en l'original anglès) és el personatge principal d'una sèrie de llibres infantils de Beatrix Potter. Va aparèixer per primer cop a El Conte del Conillet Peret el 1902. Encara que ell i els altres conills estan dibuixats del natural, fan servir roba; en Peret porta una jaqueta d'un viu color blau i esclops. La sèrie del Conillet Peret ha venut més de 151 milions de còpies en 35 idiomes. Els drets sobre els personatges van pertànyer a Frederick Warne & Company del 1943 al 2002.

## Aparicions d'en Peret

### El Conte del Conillet Peret
El primer dels llibres de Beatrix Potter ens presenta el Peret i la seva família. Un dia, la Sra. Conilla se'n va al mercat, deixant que en Peret i les seves germanes, Borrissol, Patufa i Cotó Fluix vagin a jugar al bosc. Tot desobeint les ordres de la seva mare, en Peret es cola al jardí del Sr. McGregor i menja tantes verdures com pot abans que el Sr. McGregor el descobreixi i comenci a perseguir-lo. Al final, en Peret aconsegueix escapar, però no sense perdre la seva jaqueta i els seus esclops, que el Sr. McGregor utilitza en el seu nou espantaocells.

### El Conte del Conillet Benjamí
El cosí d'en Peret, en Benjamí, descobreix que el Sr. i la Sra. McGregor han deixat casa seva sense vigilància i arrossega a en Peret al seu jardí, on encara es troba la roba d'en Peret (encongida degut a les pluges de la nit anterior). Després de recuperar la roba d'en Peret, ell i en Benjamí roben algunes carabasses per donar-les a la mare d'en Peret però són capturats per la gata del Sr. McGregor. Per fortuna, el pare d'en Benjamí, el Sr. Benjamí Conill, que s'ha adonat de la seva desaparició, es presenta i els rescata, encara que després els renya per haver anat al jardí del Sr. McGregor i els estova amb un branquilló que porta.
El 1987 es va publicar un vídeo d'aquests dos personatges en una sola història.

### El Conte de la Sra. Esgardissa
En Peret, juntament amb en Benjamí, tenen un petit paper en aquesta història on la Sra. Esgardissa sargeix, entre altres peces de roba, la jaqueta d'en Peret.

### El Conte de Gingebre i Cogombretes
En aquesta història dels estafadors del títol, en Peret i la seva família, així com personatges d'altres de les històries anteriors de Beatrix Potter, fan petits papers.

### El Conte dels Conillets Borrissol
Segons aquesta història, en Peret, ara ja adult, presta sovint carabasses a en Benjamí, la Borrissol i els seus fills. De vegades no té carabasses per a compartir.

### El Conte del Sr. Guillot
Els fills d'en Benjamí i la Borrissol han estat segrestats pel malvat teixó Tom Toixó. Mentre la Borrissol descarrega la seva ira en el Sr. Bots per haver-lo deixat entrar, en Benjamí i en Peret persegueixen a en Toixó, que s'amaga a la casa del Sr. Guillot (una guineu creada a partir d'un personatge similar a El Conte de l'oca Gemma). Quan el Sr. Guillot troba a en Toixó dormint al seu llit, ho prepara tot perquè un cubell d'aigua li caigui a sobre. Però en Toixó es desperta abans que el Sr. Guillot munti la seva trampa i els dos s'embranquen en una gran baralla durant la qual, en Peret i en Benjamí (que han estat observant aquests esdeveniments) rescaten els menuts.